# Махарагама (підрозділ окружного секретаріату)
Підрозділ окружного секретаріату Махарагама — підрозділ окружного секретаріату округу Коломбо, Західна провінція, Шрі-Ланка. Складається з 41 Грама Ніладхарі.